# Kerstin Raunig
Kerstin Raunig (* 15. Oktober 1981) ist eine österreichische Schauspielerin.

## Leben
Kerstin Raunig nahm Schauspielunterricht an der Schauspielschule Odeon in Klagenfurt und legte im Jahr 2000 die Bühnenreifeprüfung in Wien ab. Als Turniertänzerin war sie zweimal österreichische Jugendmeisterin und Landesmeisterin mit lateinamerikanischen Tänzen. Seit 1999 ist sie als Bühnenschauspielerin tätig. Ihre Schwester Tanja Raunig ist ebenfalls Schauspielerin.

## Engagements
- 1999: Ulysses von Ithacia, Südkärntner Sommerspiele, als Iris
- 2000: Der tollste Tag, Südkärntner Sommerspiele, als Susanne
- 2001: Der Geizige, Südkärntner Sommerspiele, als Mariane
- 2001/2002: Rat mal, wer zum Weekend kommt, Komödie am Kai, als Brigitte
- 2002: Ein Sommernachtstraum, Ateliertheater Wien, als Puck
- 2002: Forschungen eines Hundes, Theater Brett, als Mix-Fix
- 2003: Der gute Gott von Manhattan, Theater Brett, als Jennifer
- 2003: Der kleine Prinz, Theater Brett, als Prinz
- 2003: Einen Jux will er sich machen, Komödienspiele Weissenkirchen, als Marie
- 2003: Don Camillo und Peppone, Gloria-Theater, als Gina
- 2004: Mein Name ist Hase, Gloria-Theater, als Julia
- 2004: Boeing-Boeing, Gloria-Theater, als Marianne
- 2004/2005: Die Schneekönigin, Stadttheater Klagenfurt, Ensemble
- 2005: Der Geizige, Komödienspiele Porcia, als Mariane
- 2005: König Karl, der Kleinste, Komödienspiele Porcia, als Prinzessin Rosina
- 2005: Dieser Herr Andersen, Gloria-Theater, als Clara
- 2006: Umsonst, Komödienspiele Porcia, als Emma Busch
- 2006: Das tapfere Schneiderlein, Komödienspiele Porcia, als Prinzessin Clio
- 2006/2007: Joseph und seine Brüder, Stadttheater Klagenfurt, als Benjamin
- 2007: Der Ölprinz, Karl-May-Spiele Gföhl, als Witwe Eschenbach
- 2007/2008: Schwester George muss sterben, Komödie am Kai, als Alice
- 2008: Nathan, der Weise, Ateliertheater Wien, als Recha
- 2008: Im Tal des Todes, Winnetou-Festspiele Winzendorf, als Amy Wilkins
- 2008: Häuptling Abendwind, Ateliertheater Wien, als Atala
- 2008/2009: Saison in Salzburg, Stadttheater Baden, als Stasi
- 2009: Der Talisman, Theaterring, als Salome Pockerl
- 2009: Boeing-Boeing, Gloria-Theater, als Marianne
- 2009: Godspell, Sommerspiele Stift Altenburg, Ensemble
- 2009/2010: Heiraten ist immer ein Risiko, Tourneetheater Der grüne Wagen, als Poll
- 2010: Meine Tochter wird Vater, Ateliertheater Wien, als Emily
- 2010: Die lustige Witwe, Wiener Operettensommer, als Grisette Lolo
- 2010/2011: Mary,Mary, Tourneetheater Thomas Stroux, als Tiffany
- 2011: Ein Geist kommt selten allein, Ateliertheater Wien, als Edith
- 2011: Boccaccio, Bühne Baden, als Filippa
- 2011/2012: Eine Nacht in Venedig, Bühne Baden, als Barbara
- 2012: Kein Platz für Idioten, Schaubühne Wien, als Traudl
- 2012: Der Ölprinz, Karl-May-Festspiele Weitensfeld, als Michelle
- 2012: Die Dubarry, Bühne Baden, als Marguerite
- 2012: Max und Moritz, Kolpinghaus Baden, als Moritz
- 2013: Im weissen Rössl, Bühne Baden, als Kathi
- 2013: Eva König oder das Glück des G.E.Lessing in der Wiedner Hptstr., Freie Bühne Wieden, als Franziska
- 2013: Liebesgeschichten und Heiratssachen, Salzburger Strassentheater, als Fanny/Philippine
- 2013: Ferdinand Raimunds Toll und Wut, Theater Forum Schwechat, als Toni Wagner
- 2013: Liebling, ich zieh ein, Freie Bühne Wieden, als Sylvie
- 2013: Weihnachtswunder-gibt es doch?!, dream-music-company, als Jenny
- 2014: Ein Grund zur Sorge, Theater Forum Schwechat, als Pia
- 2014: Das Konzert, Sommerspiele Schloss Sitzenberg, als Eva Gerndl
- 2014: Liebelei, Sommerspiele Schloss Hunyadi, als Christine
- 2014: Auf der anderen Seite des Weges, Freie Bühne Wieden, als Clara
- 2015: Klinik unter Almen, Theater Center Forum, als Lisa
- 2015: Liebling,ich zieh ein, Tribüne Wien, als Fiona
- 2015: Ich weiss, es wird einmal ein Wunder gescheh’n, Sommerspiele Schloss Hunyadi, als Rosl Dorena
- 2015: Lumpazivagabundus, Salzburger Strassentheater, als Peppi/Camilla
- 2015: Das Land des Lächelns, Bühne Baden, als Lore
- 2016: Rock und Bluse, Tribüne Wien, als Dagmar
- 2016: Jekyll & Hyde, Bühne Baden, Ensemble
- 2016/2017: Carneval in Rom, Bühne Baden, als Therese/Sofronia
- 2017: Party für eine Leiche, Theater Center Forum, als Leila
- 2017: Der Bürger als Edelmann, Schlossfestspiele Piber, als Marquise Dorimène
- 2017: Crazy Christmas, Gloria-Theater, als Liesi
- 2018/2019: Virginia Hill, Kleines Theater Salzburg, als Virginia Hill
- 2018: Nur eine Stunde Ruhe, Gloria-Theater, als Elsa
- 2018: Ein Sommernachtstraum, Schlossfestspiele Piber, als Helena
- 2018/2019: Die Ermordung von Bruno Kreisky, TIK Graz, als Melanie
- 2019: Boeing Boeing, Gloria-Theater, als Marianne
- 2019: Lass mich dein Badewasser schlürfen, Kalköfner Festspiele, als Clara Rothschild